# Smedhamran
Smedhamran er et bjergmassiv i Rondane i Dovre kommune i Innlandet fylke i Norge. Bjerget består af flere store toppe og den højeste er Sydlige Hammaren, som har en højde på 1.922 meter over havet.
Andre toppe i massivet er:
- Nordre Hammaren (1.898 moh – primærfaktor 130 m)
- Østre Hammaren (1.849 moh – primærfaktor 80 m)

| Bjerg | Spire Denne artikel om et bjerg eller en bjergkæde er en spire som bør udbygges. Du er velkommen til at hjælpe Wikipedia ved at udvide den. |